# Torreorgaz
Torreorgaz és un municipi de la província de Càceres, a la comunitat autònoma d'Extremadura (Espanya).

## Geografia física

### Localització
Torreorgaz està situada a 16 km de la capital Càceres, entre els 420 i els 440 msnm d'altitud. El terme municipal se situa en l'extens peneplà Càceres, amb un relleu pràcticament pla, llevat d'algunes ondulacions, compost per  pissarra, esquist, grauvaca i granit. Aquests materials han estat exposats a la erosió al llarg de milions d'anys, per això en l'actualitat la regió té aspecte de peneplana.

### Clima
Es caracteritza per un clima mediterrani, de varietat subtropical, on la temperatura mitjana anual és de 15,4 ° C, amb uns hiverns suaus (8,1 ° C de mitjana) i uns estius secs i calorosos (24,1 ° C de mitjana estival), que en ocasions presenten temperatures màximes absolutes que oscil·len els 40 ° C durant el dia. L'oscil·lació tèrmica és de 17,6 ° C, el que provoca una irregularitat anual de les temperatures.

## Demografia
| 1900  | 1950  | 1960  | 1970  | 1975  | 1981  | 1986  | 1987  | 1988  | 1989  |
| 1.130 | 2.153 | 2.147 | 1.406 | 1.372 | 1.231 | 1.448 | 1.454 | 1.475 | 1.482 |
| 1990  | 1991  | 1992  | 1993  | 1994  | 1995  | 1996  | 1997  | 1998  | 1999  |
| 1.498 | 1.423 | 1.459 | 1.472 | 1.490 | 1.533 | 1.604 | ---   | 1.571 | 1.615 |
| 2000  | 2001  | 2002  | 2003  | 2004  | 2005  | 2006  | 2007  | 2008  | 2009  |
| 1.665 | 1.665 | 1.670 | 1.664 | 1.672 | 1.713 | 1.728 | 1.747 | --    | --    |